# Ostorhinchus
Az Ostorhinchus a sugarasúszójú halak (Actinopterygii) osztályához a sügéralakúak (Perciformes) rendjéhez, ezen belül a kardinálishal-félék (Apogonidae) családjához tartozó nem.

## Rendszerezés
A nembe az alábbi 3 faj tartozik:
- Ostorhinchus griffini (Seale, 1910)
- Ostorhinchus lateralis (Valenciennes, 1832)
- Ostorhinchus maculipinnis (Regan, 1908)